# 舟通埼灯台
舟通埼灯台（ふなとおしさきとうだい）は、福井県三方郡美浜町の敦賀半島に立つ白亜塔型の小型灯台。

## 概要
舟通埼音神礁照射灯を併設した灯台。
灯台へは関西電力美浜発電所の施設内を通らないと行けないため、一般人は行くことができない。

## 歴史
- 1971年（昭和46年）11月30日 初点灯
- 1985年（昭和60年）灯器交換
- 1992年（平成4年）2月25日 舟通埼音神礁照射灯の灯器入替
- 2008年（平成20年）2月28日 舟通埼音神礁照射灯の光源を白熱電球からメタルハライドランプに変更[2]

## 交通アクセス
- 若狭美浜インターチェンジ
- 美浜駅
- 東美浜駅

## 周辺情報
- 水晶浜海水浴場
- 三方五湖